# Cosenza Calcio 1992-1993
Questa pagina raccoglie i dati riguardanti il Cosenza Calcio nelle competizioni ufficiali della stagione 1992-1993.

## Stagione
Nella stagione 1992-1993 il Cosenza disputa il campionato di Serie B, raccogliendo 43 punti che sono valsi il settimo posto finale. La squadra cosentina affidata al tecnico Fausto Silipo parte bene, al termine del girone di andata è quarta con 24 punti, ad una sola lunghezza dal secondo posto, poi sul più bello arriva un calo di condizione che la lascia alle spalle delle squadre che disputano la volata per la promozione. Nella Coppa Italia i rossoblù sono subito estromessi nel primo turno eliminati dal Venezia.

## Rosa
| N. |                   | Ruolo | Calciatore        |
| -- | ----------------- | ----- | ----------------- |
|    | Italia (bandiera) | P     | Giacomo Zunico    |
|    | Italia (bandiera) | P     | Luca Graziani     |
|    | Italia (bandiera) | D     | Giovanni Bia      |
|    | Italia (bandiera) | D     | David Balleri     |
|    | Italia (bandiera) | D     | Francesco Marino  |
|    | Italia (bandiera) | D     | Nicola Losacco    |
|    | Italia (bandiera) | D     | Edoardo Nobile    |
|    | Italia (bandiera) | D     | Rosario Compagno  |
|    | Italia (bandiera) | D     | Tommaso Napoli    |
|    | Italia (bandiera) | D     | Ugo Napolitano    |
|    | Italia (bandiera) | C     | Francesco Statuto |
|    | Italia (bandiera) | C     | Tarcisio Catanese |

| N. |                   | Ruolo | Calciatore          |
| -- | ----------------- | ----- | ------------------- |
|    | Italia (bandiera) | C     | Luigi De Rosa       |
|    | Italia (bandiera) | C     | Maurizio Coppola    |
|    | Italia (bandiera) | C     | Massimiliano Catena |
|    | Italia (bandiera) | C     | Antongiulio Bonacci |
|    | Italia (bandiera) | C     | Fabrizio Fabris     |
|    | Italia (bandiera) | C     | Vladimiro Caramel   |
|    | Italia (bandiera) | C     | Francesco Gazzaneo  |
|    | Italia (bandiera) | C     | Aldo Monza          |
|    | Italia (bandiera) | A     | Luigi Marulla       |
|    | Italia (bandiera) | A     | Marco Negri         |
|    | Italia (bandiera) | A     | Angelo Oliva        |
|    | Italia (bandiera) | A     | Alessandro Damiani  |

## Risultati

### Campionato

#### Girone di andata
| Padova 6 settembre 1992 1ª giornata | Padova          | 0 – 0 | Cosenza | Stadio Silvio Appiani\| Arbitro: \| Braschi (Prato) \| |
| Arbitro:                            | Braschi (Prato) |       |         |                                                        |

| Arbitro: | Conocchiari (Macerata) |

|                                 |           |               |
| Marulla 45’, 90’ M. Coppola 57’ | Marcatori | 34’ F. Caruso |

| Lucca 20 settembre 1992 3ª giornata | Lucchese                               | 0 – 0 | Cosenza | Stadio Porta Elisa\| Arbitro: \| Pellegrino (Barcellona Pozzo di Gotto) \| |
| Arbitro:                            | Pellegrino (Barcellona Pozzo di Gotto) |       |         |                                                                            |

| Arbitro: | Quartuccio (Torre Annunziata) |

|            |           |                  |
| Catena 80’ | Marcatori | 31’ (aut.) Fiori |

| Arbitro: | Borriello (Mantova) |

|  |           |                            |
|  | Marcatori | 65’ Napolitano 74’ Balleri |

| Arbitro: | Cinciripini (Ascoli Piceno) |

|                   |           |           |
| F. Signorelli 63’ | Marcatori | 59’ Lerda |

| Cosenza 18 ottobre 1992 7ª giornata | Cosenza         | 0 – 0 | Lecce | Stadio San Vito\| Arbitro: \| Chiesa (Milano) \| |
| Arbitro:                            | Chiesa (Milano) |       |       |                                                  |

| Arbitro: | Brignoccoli (Ancona) |

|                           |           |  |
| Campilongo 14’ Di Già 52’ | Marcatori |  |

| Arbitro: | Franceschini (Bari) |

|              |           |               |
| Bia 41’, 51’ | Marcatori | 20’ Carruezzo |

| Modena 8 novembre 1992 10ª giornata | Modena          | 0 – 0 | Cosenza | Stadio Alberto Braglia\| Arbitro: \| Dinelli (Lucca) \| |
| Arbitro:                            | Dinelli (Lucca) |       |         |                                                         |

| Cosenza 15 novembre 1992 11ª giornata | Cosenza                   | 0 – 0 | Reggiana | Stadio San Vito\| Arbitro: \| Merlino (Torre del Greco) \| |
| Arbitro:                              | Merlino (Torre del Greco) |       |          |                                                            |

| Arbitro: | Fucci (Salerno) |

|  |           |                        |
|  | Marcatori | 46’ Statuto 90’ Fabris |

| Arbitro: | Fabricatore (Roma) |

|                       |           |  |
| Marulla 53’ Negri 90’ | Marcatori |  |

| Arbitro: | Franceschini (Bari) |

|            |           |                      |
| Gualco 75’ | Marcatori | 23’ (aut.) Cristiani |

| Arbitro: | Chiesa (Milano) |

|              |           |         |
| Bierhoff 45’ | Marcatori | 82’ Bia |

| Arbitro: | Mughetti (Cesena) |

|                               |           |  |
| F. Signorelli 45’ Statuto 84’ | Marcatori |  |

| Arbitro: | Cinciripini (Ascoli Piceno) |

|              |           |  |
| Bellotti 26’ | Marcatori |  |

| Arbitro: | Rosica (Roma) |

|                                    |           |           |
| Negri 6’ T. Napoli 41’ Balleri 78’ | Marcatori | 35’ Nappi |

| Arbitro: | Merlino (Torre del Greco) |

|            |           |           |
| Papais 56’ | Marcatori | 52’ Negri |

#### Girone di ritorno
| Arbitro: | Borriello (Mantova) |

|  |           |              |
|  | Marcatori | 31’ Di Livio |

| Andria 31 gennaio 1993 21ª giornata | Fidelis Andria   | 0 – 0 | Cosenza | Stadio Comunale\| Arbitro: \| Bazzoli (Merano) \| |
| Arbitro:                            | Bazzoli (Merano) |       |         |                                                   |

| Arbitro: | Arena (Ercolano) |

|         |           |            |
| Bia 45’ | Marcatori | 65’ Giusti |

| Arbitro: | Racalbuto (Gallarate) |

|  |           |                   |
|  | Marcatori | 63’ F. Signorelli |

| Arbitro: | Boggi (Salerno) |

|                 |           |                    |
| Fabris 39’, 56’ | Marcatori | 23’ (aut.) De Rosa |

| Arbitro: | Stafoggia (Pesaro) |

|              |           |  |
| Gautieri 35’ | Marcatori |  |

| Lecce 14 marzo 1993 26ª giornata | Lecce               | 0 – 0 | Cosenza | Stadio Via del Mare\| Arbitro: \| Amendolia (Messina) \| |
| Arbitro:                         | Amendolia (Messina) |       |         |                                                          |

| Arbitro: | Quartuccio (Torre Annunziata) |

|                           |           |  |
| Bia 36’ F. Signorelli 90’ | Marcatori |  |

| Arbitro: | Rosica (Roma) |

|                           |           |  |
| Delpiano 81’ Robbiati 90’ | Marcatori |  |

| Arbitro: | Dinelli (Lucca) |

|                    |           |  |
| Marulla 33’ (rig.) | Marcatori |  |

| Arbitro: | Pairetto (Nichelino) |

|                           |           |  |
| Picasso 5’ D. Morello 62’ | Marcatori |  |

| Arbitro: | Rodomonti (Teramo) |

|                  |           |  |
| Marulla 19’, 54’ | Marcatori |  |

| Arbitro: | Cesari (Genova) |

|  |           |                    |
|  | Marcatori | 58’ (rig.) Marulla |

| Arbitro: | Amendolia (Messina) |

|  |           |                     |
|  | Marcatori | 6’ (aut.) F. Marino |

| Arbitro: | Collina (Viareggio) |

|         |           |              |
| Bia 90’ | Marcatori | 77’ Bierhoff |

| Arbitro: | Bazzoli (Merano) |

|            |           |                                      |
| Barone 70’ | Marcatori | 6’ (aut.) Brambati 34’ (aut.) Barone |

| Arbitro: | Nicchi (Arezzo) |

|                             |           |                     |
| Negri 5’ Marulla 59’ (rig.) | Marcatori | 48’ List 54’ Baroni |

| Arbitro: | Luci (Firenze) |

|                       |           |              |
| Nappi 19’ (rig.), 90’ | Marcatori | 58’ Catanese |

| Arbitro: | Trentalange (Torino) |

|  |           |              |
|  | Marcatori | 45’ Simonini |

## Coppa Italia
| Arbitro: | Braschi (Prato) |

|  |           |                         |
|  | Marcatori | 21’ Simonini 88’ Romano |

Media spettatori in campionato 4880 
Abbonamenti 866.